# Watchmen: The End Is Nigh
Watchmen: The End Is Nigh är ett episodiskt beat 'em up-spel, utvecklat av Deadline Games och utgivet av Warner Bros. Games till Microsoft Windows, Playstation Network och Xbox Live Arcade. Spelet delades upp i två episoder där den första episoden lanserades internationellt den 4 mars 2009, för att sammanfalla med Watchmen-filmens premiär, och den andra episoden lanserades internationellt den 29 juli samma år. The End Is Nigh släpptes till en början som ett nedladdningsbart spel, men i juli 2009 släpptes båda episoderna på optisk skiva.
I The End Is Nigh tar spelaren rollen som antingen Rorschach eller Nite Owl i ett enspelar- eller tvåspelarläge. Båda episoderna utspelar sig före handlingen i Watchmen och i den första episoden undersöker Rorschach och Nite Owl ett fångupplopp i fängelset Sing Sing, under vilket brottslingen Underboss lyckats rymma. Spåren leder dem till en bar, ett övergivet nöjesfält, stadens kloaker och slutligen en byggarbetsplats där de tvingas strida mot Underboss. Den andra episoden handlar om Rorschachs och Nite Owls sökande efter en saknad flicka vid namn Violet Greene, som verkar ha tvingats medverka i en pornografisk film. Deras undersökning tar dem först till en pornografisk studio och sedan till antagonisten Twilight Ladys bordell, där de finner både Greene och Twilight Lady.
Spelets regissör, Søren Lund, har sagt att utvecklingen av The End Is Nigh flöt på utan några större problem och att ur ett helhetsperspektiv var projektet en framgång. Både personer som arbetat med den ursprungliga serieromanen eller med Watchmen-filmen var med under utvecklingsfasen, däribland Dave Gibbons, Len Wein, Zack Snyder, Alex McDowell, Jackie Earle Haley och Patrick Wilson. Dock blev The End Is Nigh Deadline Games sista spel eftersom företaget begärdes i konkurs den 29 maj 2009, på grund av ekonomiska svårigheter. Mottagandet av spelet var blandat, men i första hand medelmåttigt. Den främsta kritiken som lyftes fram av recensenterna var att spelet hade bra grafik men att det var för kort och dyrt samt att spelupplägget var repetitivt och oinspirerat. 

## Spelupplägg
I Watchmen: The End Is Nigh tar spelaren rollen som antingen Rorschach eller Nite Owl i ett enspelar- eller tvåspelarläge. Spelet är uppdelat i två episoder som i sin tur är uppdelade i olika kapitel, vilka är baserade på händelser som antingen nämns i den ursprungliga serieromanen eller i Watchmen-filmen. The End Is Nigh är av genren beat 'em up och de båda datorspelsfigurerna har sina unika attacker: Rorschach är en vild slagskämpe som kan avväpna fiender och använda deras egna vapen mot dem själva medan Nite Owl är mer raffinerad och främst använder sig av sina kunskaper inom kampsport samt av sina högteknologiska apparater. Båda datorspelsfigurerna har dessutom speciella slutattacker som är unika för dem och som är extra starka jämfört med de vanliga attackerna; exempel på sådana slutattacker är Rorschachs Rage och Nite Owls Owlsuit. I spelet är det möjligt att kämpa mot upp till 20 fiender på samma gång, vilket kan göras där antingen två spelare kontrollerar varsin datorspelsfigur eller där en spelare kontrollerar antingen Rorschach eller Nite Owl och där den andra av dessa kontrolleras av AI. Under striderna går det även att undvika attacker genom att antingen snurra runt eller rulla iväg från fiender. Blir datorspelsfigurernas hälsopoäng för låga tvingas de dra sig tillbaka till en säker plats under tiden hälsopoängen stegvis fylls på igen.
I The End Is Nigh krävs det att datorspelsfigurerna samarbetar för att kunna ta sig förbi spelets hinder. Utöver att strida tillsammans kan det innebära att hjälpa varandra ta sig över staket eller dra i spakar samtidigt; detta gör att spelet har en viss pusselaspekt. Dock är det inte möjligt att spela The End Is Nigh online. Inspiration för spelupplägget till The End Is Nigh kom från bland annat Streets of Rage, Double Dragon, Tekken, Soul Calibur, Street Fighter, God of War, Teenage Mutant Ninja Turtles och Assassin's Creed. Under spelets gång syns videosekvenser som är skapade i en stil som är snarlik den från serieromanen och från den samtida kortfilmsserien Watchmen: Motion Comic.

## Handling

### Episod 1
Handlingen i episod 1 äger rum 1972, vilket var fem år före Keene-lagen (som uttryckligen förbjöd alla superhjältar) antogs och över ett decennium innan handlingen i serieromanen Watchmen. Rorschach och Nite Owl har nyligen hört om Watergateaffären när de över en polisradio uppmärksammar nyheten om ett fångupplopp i fängelset Sing Sing. De bestämmer sig för att ta sig dit för att försöka kväva upploppet innan det urartar. Väl där får Rorschach och Nite Owl reda på att upploppet enbart var en täckmantel för att brottslingen Underboss skulle få tid på sig att rymma från Sing Sing. De tar sig till baren, Rumrunner där de får reda på att det var Jimmy the Gimmick som låg bakom skenupploppet i Sing Sing. Rorschach och Nite Owl följer efter Jimmy the Gimmick till ett övergivet nöjesfält, där han skadas svårt av en skenande vagn på en berg- och dalbana. Innan detta händer lyckas dock Rorschach och Nite Owl få reda på att Underboss förmodligen gömmer sig i stadens kloaker.
I kloakerna finner de båda inte Underboss utan istället den sårade FBI-agenten Mark Felt som berättar för dem att någon är ute efter att mörda journalisterna Bob Woodward och Carl Bernstein. Rorschach antyder att Underboss måste ha en medhjälpare som använde sig av Jimmy the Gimmick för att organisera flykten från Sing Sing. Rorschach och Nite Owl tar sig sedan till en byggarbetsplats, där de upptäcker liken efter de mördade Woodward och Bernstein i Underboss bil. De träffar även på Underboss som hävdar att han inte hade något med deras mord att göra utan att han själv har gått i en fälla. Efter att Underboss stridit mot Rorschach och Nite Owl tvingas han erkänna sig besegrad, men innan han hinner avslöja vem som gått bakom ryggen på honom skjuts han av The Comedian; dock hinner varken Rorschach eller Nite Owl se vem skytten var.

### Episod 2

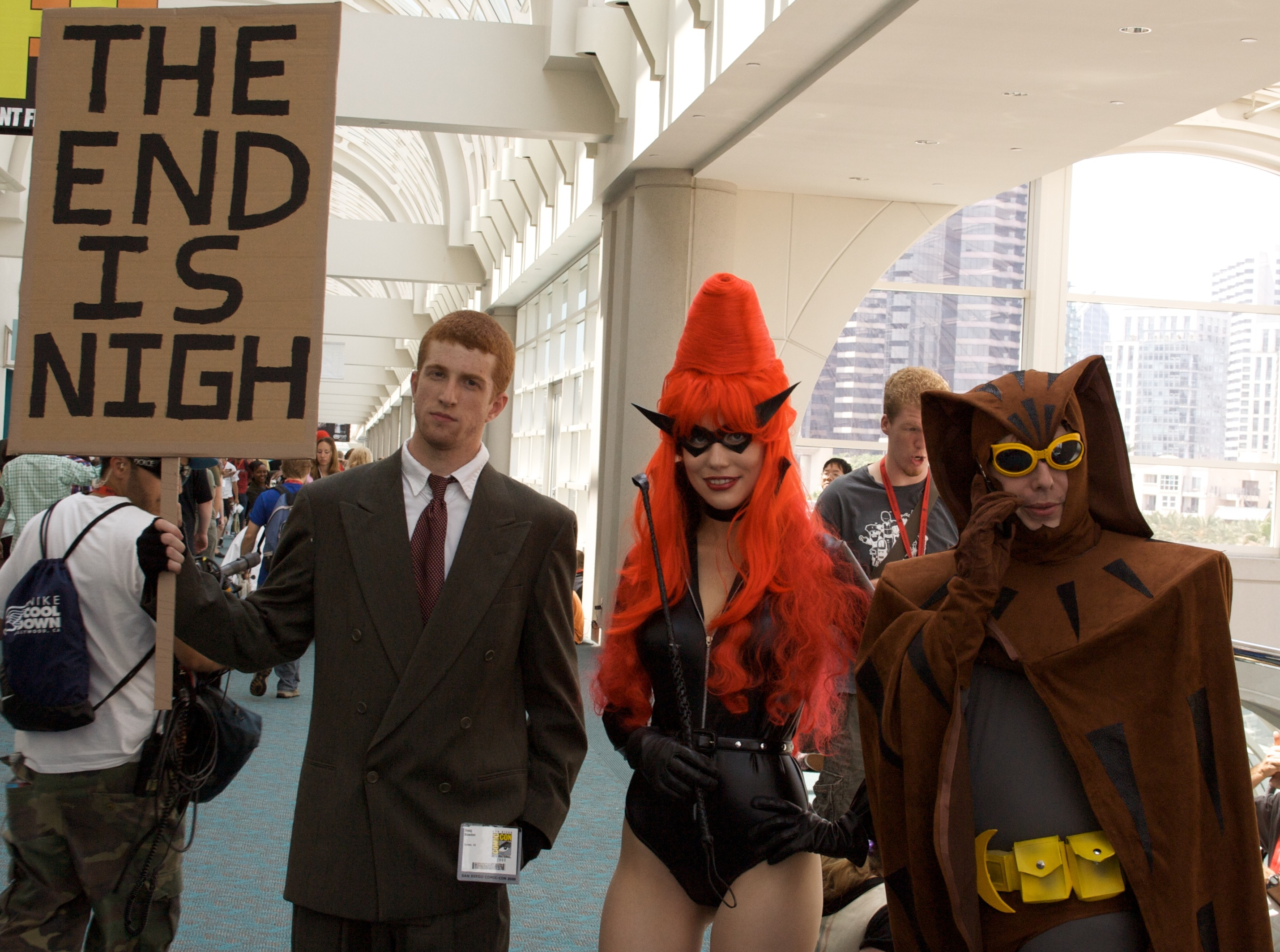
Cosplay, i detta fall med Walter Kovacs (även känd som Rorschach), Twilight Lady och Nite Owl.

Episod 2 tar vid under det polisupplopp som ledde till att Keene-lagen skapades. Nite Owl håller på att reparera sitt luftskepp Archimedes så att han kan hjälpa till att lugna ned upploppet, men blir distraherad av Rorschach som ber honom hjälpa till att leta efter en saknad flicka vid namn Violet Greene. Greenes föräldrar har mottagit en video på vilken Violet motvilligt syns deltaga i en pornografisk film. Med hjälp av sina speciella linser kan Nite Owl uttyda en skylt i videon, på vilken det står Treasure Island. Rorschach hävdar att han känner till platsen och kort därefter tar de sig till The Honey Pit, en kombinerad disco- och strippklubb som även huserar en pornografisk studio. Rorschach och Nite Owl tar sig fram till det rum där regissören för den pornografiska filmen finns, men under deras förhör tvingas Rorschach dräpa honom. De finner en längre version av filmen med Violet och i den syns Twilight Lady tydligt.
På väg till Twilight Ladys bordell tvingas Rorschach och Nite Owl stanna till vid en av Nite Owls lagerlokaler för att hämta två stycken svävande farkoster som de använder för att ta sig till bordellen. Väl där möter de Twilight Lady och även Violet Greene, som avslöjar att hon vistas i bordellen av egen fri vilja eftersom hon anser arbetet vara lukrativt. Nite Owl känner då att det inte finns mycket de kan göra åt situationen, men Rorschach övertygar honom att kämpa mot Twilight Lady eftersom han anser att hon korrumperar stadens ungdom. De följer efter Twilight Lady upp på ett hustak och efter att de har stridit mot henne landar hon på ett glastak. Rorschach anser att de borde mörda henne, men Nite Owl (som några år tidigare hade haft en kärleksrelation med Twilight Lady) anser att det inte är nödvändigt. Rorschach och Nite Owl tvingas nu strida mot varandra och slutet av spelet varierar beroende på vem av dem som går segrande ur striden:
- Vinner Rorschach stjäl han Nite Owls änterdragg och skjuter Twilight Lady med den så att hon kraschar genom glastaket och faller till sin död. Nite Owl sörjer henne och ber Rorschach att bege sig därifrån.
- Vinner Nite Owl kastar han Rorschach på glastaket som splittras och gör att Rorschach faller ned. Nite Owl lyckas sedan rädda Twilight Lady och ser även att Rorschach lyckats ta sig ifrån platsen relativt oskadd. Twilight Lady tackar Nite Owl för vad han gjort, men han hotar med att döda henne om hon inte lämnar staden. Förkrossad över sina handlingar tar han sig sedan därifrån.

Nite Owl och Rorschach slutar bekämpa brott tillsammans efter händelsen och Nite Owl börjar istället samarbeta med The Comedian. Rorschach fortsätter även han med sitt vigilantarbete trots att Keene-lagen antagits.

## Utveckling
| Len Wein (vänster), redaktören för Watchmen, och Dave Gibbons (höger), tecknaren av Watchmen, medverkade båda under arbetet med The End Is Nigh. |  | Len Wein (vänster), redaktören för Watchmen, och Dave Gibbons (höger), tecknaren av Watchmen, medverkade båda under arbetet med The End Is Nigh. |
| Len Wein (vänster), redaktören för Watchmen, och Dave Gibbons (höger), tecknaren av Watchmen, medverkade båda under arbetet med The End Is Nigh. |  | |

The End Is Nigh utvecklades av det danska företaget Deadline Games, som var beläget i Köpenhamn. Spelets regissör, Søren Lund, har sagt att relationen med Warner Bros. Games fungerade riktigt bra och att utvecklingen av spelet flöt på utan några större problem. Lund sade att ur ett helhetsperspektiv var projektet en framgång och han tyckte att det var häftigt att få arbeta med ett spel baserat på ett fiktivt universum som många människor har starka känslor för. Han sade även att ett tidigt beslut Deadline Games fattade var att The End Is Nigh inte skulle handla om några händelser tagna direkt ur serieromanen utan att handlingen skulle utspela sig runt tio år före händelserna i Watchmen. Lund sade att detta gav utvecklarna större artistisk frihet samtidigt som det gick att knyta an till serieromanen på ett bra sätt. Utvecklarna hade en deadline på tio månader, vilket var en av anledningarna till att de enbart valde att göra Rorschach och Nite Owl till spelbara figurer även om de tidigt hade ett intresse av att göra flera seriefigurer från Watchmen spelbara. Från början av utvecklingsfasen till det att projektet skulle vara i en alfaversion hade utvecklarna sju månader på sig. Lund har sagt att spelet inte innehåller någon onödigt avancerad teknologi och att det knyter samman de referenser som görs i serieromanen. Han har även sagt att under utvecklingen av spelet fick Deadline Games ta emot ett e-postmeddelande från ett upprört fan av Watchmen i vilket det stod: "Rör inte det här spelet annars dör ni."
Deadline Games påbörjade de första konceptskisserna för spelet i november 2007 och eftersom det just då fanns väldigt lite information om Watchmen-filmen tillgänglig var de första skisserna enbart tolkningar av hur miljöerna och figurerna kunde tänkas se ut. Efter några månader fick utvecklarna tillgång till material från filmen och kunde anpassa sig efter hur den var uppbyggd. Watchmen-filmens regissör Zack Snyder och filmens produktionsdesigner Alex McDowell medverkade som rådgivare under spelets utveckling och Snyder var nöjd med det tidiga demo han fick se i antingen februari eller mars 2008. Några av Snyders idéer, vilka främst berörde platser eller figurer, kom med i slutprodukten. Lund har sagt att en hel del tid lades ned för att få platserna och miljöerna att verka som om de var tagna från 1970-talet, vilket var när spelets handling ägde rum. Animeringen för figurerna togs från en motion capture-studio, men anpassades sedan av spelets animatörer.
| Skådespelarna Jackie Earle Haley (vänster) och Patrick Wilson (höger) från Watchmen-filmen lånade ut sina röster till Rorschach respektive Nite Owl. |  | Skådespelarna Jackie Earle Haley (vänster) och Patrick Wilson (höger) från Watchmen-filmen lånade ut sina röster till Rorschach respektive Nite Owl. |
| Skådespelarna Jackie Earle Haley (vänster) och Patrick Wilson (höger) från Watchmen-filmen lånade ut sina röster till Rorschach respektive Nite Owl. |  | |

Samantha Ryan, den dåvarande senior vice president för utvecklingsavdelningen på Warner Bros. Interactive Entertainment, beskrev i juli 2008 The End Is Nigh som ett "episodiskt spel [med] mycket action och många strider som bjuder på en överlag bra upplevelse för fansen" och hon fortsatte med att säga att "[a]rbetslaget jobbar med att utveckla en högkvalitativ handling likväl som de kopplar ihop denna med den framträdande visuella stilen från filmen." Spelets titel och handling avslöjades i speltidskriften Electronic Gaming Monthlys nummer 235 från december 2008, där The End Is Nigh även prydde framsidan av detta nummer. Titeln The End Is Nigh (i Watchmen översatt till "Slutet är nära" på svenska) är taget från den skylt Walter Kovacs, även känd som Rorschach, bär runt på stadens gator i serieromanen. Skådespelarna Jackie Earle Haley och Patrick Wilson från Watchmen-filmen lånade ut sina röster till Rorschach respektive Nite Owl. Len Wein, redaktören för Watchmen, medverkade i The End Is Nigh genom att skriva spelets manus och Dave Gibbons, tecknaren av Watchmen, var även han inblandad i spelet främst som en konstnärlig rådgivare. Serieromanens författare, Alan Moore, medverkade dock inte under arbetet med spelet.

### Konkurs av Deadline Games
Deadline Games begärdes i konkurs den 29 maj 2009, två månader före episod 2 av The End Is Nigh lanserades. Deadline Games grundades 1996, men hade under flera år haft ekonomiska svårigheter; 2006 redovisades ett underskott på 8,4 miljoner kroner, 2007 ett underskott på 12,2 miljoner kroner och 2008 ett underskott på 12 miljoner kroner. Uppdraget att utveckla The End Is Nigh åt Warner Bros. blev spiken i kistan för Deadline Games även om företaget vid sin nedläggning hade planer på att lansera spelet Faith and a .45.

## Lansering och mottagande
| Mottagande      | Mottagande                            |
| Samlingsbetyg   | Samlingsbetyg                         |
| Tjänst          | Betyg                                 |
| --------------- | ------------------------------------- |
| Gamerankings    | 64,00% (6 recensioner)                |
| Metacritic      | 59/100 (8 recensioner)                |
| Moby Games      | 61/100                                |
| Recensionsbetyg |                                       |
| Publikation     | Betyg                                 |
| 1UP.com         | B- (episod 1) C- (episod 2)           |
| Allgame         | [ 29 ]                                |
| Eurogamer       | (episod 1) (episod 2)                 |
| Game Informer   | [ 32 ]                                |
| Gamespot        | [ 33 ]                                |
| Gametrailers    | 4,9/10 (episod 1)                     |
| IGN             | (episod 1) (episod 2)                 |
| Gamereactor     | (episod 1)                            |
| Good Game       | (episod 1, "JUNG") (episod 1, "BAJO") |

The End Is Nigh var Warner Bros. Games första digitala spel att lanseras och Microsofts första originalspel utanför deras Xbox Live-spel. Warner Bros. valde att lansera ett episodiskt spel istället för ett fullängdsspel för att på så sätt kunna erbjuda högre kvalitet under en kortare utvecklingstid. Lund ansåg att spelets omfattning gjorde att det passade bra som ett nedladdningsbart spel. En 30 sekunder lång teaser för The End Is Nigh premiärvisades under Spike Video Game Awards den 15 december 2008. Två 55 sekunder långa vinjetter för Rorschach och Nite Owl släpptes i samband med lanseringen av spelet.
Episod 1 av The End Is Nigh släpptes internationellt som ett nedladdningsbart spel den 4 mars 2009 medan episod 2 släpptes den 29 juli samma år. Episod 1 lanserades till ett pris av $20, £13 eller 1 600 Microsoft Points, vilket flera recensenter ansåg vara för dyrt för ett så pass kort spel. Även Lund kritiserade beslutet från Warner Bros. att prissätta spelet till $20, där han ansåg att episod 1 borde sålts för maximum $15 men i bästa fall $10. Episod 2 lanserades till ett nedsänkt pris av $15 eller 1 200 Microsoft Points. En utgåva innehållandes hela spelet samt Blu-ray-utgåvan av director's cut-versionen av Watchmen-filmen släpptes under namnet Watchmen: The End is Nigh - The Complete Experience för Playstation 3 i juli 2009.
Recensionerna för The End Is Nigh var blandade, men främst medelmåttiga. På Gamerankings har spelet betyget 64 procent, baserat på 6 recensioner. På Metacritic har The End Is Nigh betyget 59 av 100, baserat på 8 recensioner, och på Moby Games har spelet betyget 61 av 100. Thierry Nguyen på 1UP.com skrev att han gillade att episod 1 inte var baserad på någon händelse från serieromanen och att grafiken var underbar. Nguyen ansåg även att handlingen passade ganska bra för en sidoberättelse till Watchmen och att spelet hade tagit influenser från beat 'em up-spel från 1990-talet. Dock ansåg han att spelet var repetitivt och att återspelningsvärdet var lågt bland annat på grund av detta. Nguyen gav episod 1 betyget B-. Nguyen recenserade även episod 2 senare samma år, vilken han benämnde som "medioker" och "oinspirerande". Han skrev att episod 2 led av samma brister som episod 1 och att han tyckte det var synd att The End Is Nigh var så antiklimaktiskt. Nguyen gav episod 2 betyget C-. Dan Whitehead på Eurogamer var negativ i sin recension av episod 1 och beskrev spelet som "själlöst" och han kallade manuset för "fruktansvärt". Han tyckte vidare att spelet var alldeles för kort, dumt och dyrt men ansåg dock att grafiken i viss mån var välgjord. Whitehead gav episod 1 betyget 3 av 10. Whitehead recenserade även episod 2 senare samma år och återigen var han negativ i sin recension. Han ansåg att episod 2 släpptes för långt efter lanseringen av filmen och att tidpunkten var speciellt illa vald eftersom Batman: Arkham Asylum släpptes samma vecka; ett superhjältespel Whitehead ansåg vara mycket bättre än The End Is Nigh. Whitehead ansåg att spelet inte borde kallas för episodiskt då han tyckte att episod 2 egentligen bara var en återlansering av episod 1 snarare än en uppföljare. Whitehead gav episod 2 betyget 2 av 10.
Bryan Vore på Game Informer var negativ i sin recension av The End Is Nigh och kallade spelet för "orimligt dyrt" och "värdelöst". Han skrev att spelet var repetitivt och att de enda som borde spela The End Is Nigh tillsammans var de som gillade att göra narr av dåliga spel. Vore gav spelet betyget 5,5 av 10. Chris Watters på Gamespot tyckte att episod 1 var njutbart mycket tack vare den välgjorda animeringen och datorspelsfigurernas starka attacker. Han skrev att episod 2 var ganska bra, men lite väl repetitivt och kort. Watters gav spelet 6,5 av 10 i betyg. Gametrailers gav episod 1 betyget 4,9 av 10 och lyfte särskilt fram att The End Is Nigh var själlöst, men att röstskådespeleriet var ganska bra gjort. Hilary Goldstein på IGN recenserade episod 1 som han benämnde för "Watchmen-fansens värsta mardröm". Han skrev även att episod 1 var ett tråkigt och oinspirerat spel. Goldstein gav episod 1 betyget 5,5 av 10. Erik Brudvig på IGN recenserade episod 2 senare samma år och han skrev att denna episod led av exakt samma problem som den föregående. Han nämnde att grafiken var välgjord, men att spelet var repetitivt. Brudvig gav episod 2 betyget 5 av 10.
AJ Glasser på Kotaku ansåg att The End Is Nigh var fast i ett gränsland mellan att vara ett spel baserat på en serietidning och ett spel baserat på en film. Glasser tyckte spelet hade kunnat bli bättre om Moore hade varit inblandad i utvecklingsprocessen, men ansåg ändå att spelupplägget fungerade bra. Matt Suckley på IGN kallade The End Is Nigh för ett "intetsägande beat 'em up-spel som skildrar Nite Owl som Rorschachs trötte andraviolinist [som] Dan[iel Dreiberg, Nite Owls riktiga identitet] fortfarande har mardrömmar om."
Episod 1 av The End Is Nigh utsågs till "veckans Live Arcade-spel" på Gamereactor den 4 mars 2009, där beskrivning av spelet löd: "[Detta är] sannerligen ingen billig återutgivning av ett gammalt spel eller något minispel utan ett fullfjädrat så kallat beat 'em up där man ska spöa allt man ser och lite till. Helst tillsammans med en polare, co-op-style med figurerna Rorschach och Nite Owl."
Lund har sagt att han var besviken över mottagandet av episod 1, där han hade hoppats på ett medianvärde på 65 av 100 även om Deadline Games till en början hade hoppats på ett medianvärde på 70 av 100. Han sade att resursbrist samt projektets snäva tidsplan inte tillät för spelet att vara banbrytande utan att det blev något kort och repetitivt.

## Musik
Musiken i The End Is Nigh är tagen direkt från Watchmen-filmen, men där kompositören Tyler Bates gjorde unika remixer för spelet. Lund har sagt att låtarna har samma tonläge och stämning som i filmen fastän de är speciellt utformade för The End Is Nigh. Inget eget soundtrack lanserades för spelet.